# Nosheena Mobarik
Nosheena Mobarik, baronessa Mobarik (ur. 16 października 1957 w Mian Ćannu) – brytyjska i szkocka polityk oraz przedsiębiorca pakistańskiego pochodzenia, par dożywotni, posłanka do Parlamentu Europejskiego VIII i IX kadencji.

## Życiorys
Absolwentka ekonomii i historii społecznej na University of Strathclyde. Zajęła się prowadzeniem działalności gospodarczej. W 1997 wraz z mężem utworzyła przedsiębiorstwo M Computer Technologies, oferujące usługi dla sektora handlu detalicznego. Była wiceprzewodniczącą i przewodniczącą szkockiego oddziału organizacji gospodarczej Confederation of British Industry. W 2012 została prezesem Pakistan Britain Trade & Investment Forum.
W wyborach europejskich w 2014 bez powodzenia kandydowała z ramienia Partii Konserwatywnej do Europarlamentu. W tym samym roku otrzymała nominację w skład Izby Lordów jako par dożywotni. We wrześniu 2017 objęła mandat europosłanki w miejsce Iana Duncana (uprzednio partia uniemożliwiła to zajmującej wyższe miejsce na liście Belindzie Don). W PE VIII kadencji przystąpiła do frakcji konserwatywnej. W 2019 z powodzeniem ubiegała się o reelekcję na IX kadencję Europarlamentu.
Odznaczona Orderem Imperium Brytyjskiego klasy IV (OBE, 2003) i III (CBE, 2014). W 2013 wyróżniona doktoratem honoris causa przez Uniwersytet Edynburski.